# Église Sainte-Croix de Rosiers-d'Égletons
L'église Sainte-Croix est une église catholique située à Rosiers-d'Égletons, en France.

## Localisation
L'église est située dans le département français de la Corrèze, sur la commune de Rosiers-d'Égletons.

## Historique
Le Chevet roman est classé au titre des monuments historiques en 1935.